# Jakob Müller (Politiker, 1922)
Jakob Müller (* 14. Mai 1922 in Otterstadt; † 1. August 1993 in Speyer) war ein deutscher Gewerkschafter und Politiker (SPD). Er war von 1967 bis 1971 Abgeordneter im Landtag von Rheinland-Pfalz.

## Leben
Nach dem Besuch der Volksschule absolvierte Müller eine Lehre als Elektroschweißer. Er leistete ab 1939 Reichsarbeitsdienst und nahm im Anschluss als Soldat bei der Luftwaffe am Zweiten Weltkrieg teil. Zuletzt geriet er in US-amerikanische Gefangenschaft, aus der 1946 entlassen wurde.
Müller arbeitete ab 1948 als Elektroschweißer bei der BASF in Ludwigshafen am Rhein. Er schloss sich der IG Chemie-Papier-Keramik an und wurde 1961 in den Betriebsrat gewählt, den er ab 1962 als Mitglied im Aufsichtsrat des Unternehmens vertrat. 1964 erfolgte seine Wahl zum Betriebsratsvorsitzenden. In der IG Chemie-Papier-Keramik war er ab 1963 Mitglied des Verwaltungsstellenvorstandes und ab 1966 Mitglied des Bezirksvorstandes sowie des Hauptvorstandes.
Müller trat 1948 in die SPD ein und wurde 1965 in den SPD-Bezirksvorstand der Pfalz gewählt. Er war ab 1948 Ratsherr in Otterstadt und ab 1960 ehrenamtlicher Bürgermeister der Gemeinde.
Zur Bundestagswahl 1965 trat er für die SPD erfolglos als Listenkandidat an. Bei der Landtagswahl 1967 wurde er als Abgeordneter in den Landtag von Rheinland-Pfalz gewählt, dem er bis 1971 angehörte. Im Landtag war er Mitglied des Sozialpolitischen Ausschusses.

## Ehrungen und Auszeichnungen
- 1971: Verdienstkreuz am Bande der Bundesrepublik Deutschland